# 潜在的に迷惑なアプリケーション
潜在的に迷惑なアプリケーション (英: Potentially Unwanted Application, PUA) あるいは潜在的に迷惑なプログラム（英: Potentially Unwanted Program, PUP）とは、マルウェアほど悪質ではないが、健全とも言い難いアプリケーションを指す。
シマンテックは、PUAがセキュリティやプライバシーの脅威となったり、コンピュータのリソースを浪費する可能性があり、ユーザーの許可なしにインストールされると指摘している。
ソフォスは、PUAに分類されるものとしてアドウェア、ダイヤラー、悪質ではないが不要なソフトウェア、リモート管理ツール、ハッキングツールなどを挙げている。
しかし、必ずしもすべてのユーザーにとって不要なものであるとはみなしていない。ソフォスは、アンチウイルスソフトウェアでPUAを発見することができるが、削除するかどうかはユーザーの判断に委ねられるとしている。
オンラインソフトウェアには、インストール時に他のソフトウェアもインストールするように勧めるもの（バンドルソフトウェア）があるが、これもPUAとみなされることがある。
こうしたものの対策として、バンドルソフトウェアをインストールしないようにするソフトウェアが存在する。
コンピュータゲームの人気に便乗し、ゲームソフトやエミュレータを騙ってユーザーにインストールされようとするPUAがセキュリティベンダーによって報告されている。
それらはYouTubeのような動画サイトや、BitTorrentなどで拡散されている。こうした行為は、アフィリエイトプログラムで収益を上げることを目的としている。